# 康諾特
康诺特 (/ˈkɒnɔːt/;愛爾蘭語： 或 )，原拼写為Connaught，是 爱尔兰的西部省份。 到9世纪，它包括几个独立的主要王国利特里姆郡、緬因（Uí Maine）和西康诺特。
在Conchobar mac Taidg Mór （882年去世）和他的后裔Aedh mac Ruaidri Ó Conchobair （1228年至1233年统治）统治时期，它成为了Uí Briúin Aí王朝统治下的王国，並開始以Ua Conchobair 作為姓氏。在併吞了Breifne王国 ，並附庸原屬於緬因（Ui Maien）西部贵族领地和伦斯特西部 ，疆域達到最大。两位最伟大的国王， Tairrdelbach Ua Conchobair （1088-1156年）和他的儿子Ruaidri Ua Conchobair （約1115-1198年）大大扩展了王国的统治地位，于两人都取得爱尔兰国王的王位 。
康诺特王国在1230年因为王朝内战而崩潰，讓第1代的康諾特男爵Richard Mór de Burgh以及他的继任者得以趁機開發盎格魯-爱尔兰的 聚落。由於1307年的Ahascragh之役，1316年的第二次Athenry之役和1333年的第三代阿尔斯特伯爵William Donn de Burgh遭到謀殺，1300- 1360年間英格蘭人在康诺特的殖民地逐漸衰落。凱爾特得以复兴和且英格蘭人也從 Ballinrobe，Loughrea，Athenry，戈尔韦等城鎮撤出。 但直到16世纪，緬因（Ui Maien）和 Tír Fhíacrach Múaidhe王國仍然遵守了英國的法律，但同时很多盎格魯-爱尔兰的家庭，如de Burgh, de Bermingham, de Exeter, de Staunton，同化為蓋爾人。 不晚於1500年， 英格蘭的都铎王朝征服爱尔兰，使康诺特成為其下的一個郡。
康诺特省是爱尔兰四个省中使用爱尔兰语人数最多的省份。  目前，在康诺特自認為母語是爱尔兰语使用者的总比例为39.8％（超过202,000人）。 戈尔韦和梅奥均有愛爾蘭語區。
康诺特省没有省級的政府機構，但仍是爱尔兰政府的法定地區之一。地區代碼为ISO-3166-2 ，是爱尔兰的四个省之一，“IE-C”是康诺特的地區簡码。康纳赫特屬於欧盟议会的緬因(Ui Maien) - 西北选区。

## 名称
康諾特得名於中世纪的统治王朝 康諾特(Connacht)，後來被稱為Connachta ，其名字的意思是“康人(Conn)的后裔”，源於神话中的百战之王Conn 。在康諾特(Connachta)王朝之前，该省（ cúige）被称为Cóiced Ol nEchmacht 。

## 地理和政治分歧
该省分为五个郡 ： 戈尔韦 ， 利特里姆 ， 梅奥 ， 罗斯康芒和斯莱戈 。  康諾特是爱尔兰四个省中最小的省份，人口550,742。  戈尔韦是该省唯一的爱尔兰城市列表。 
| 郡                                 | 人口 （2016年） | 区域                        |
| ---------------------------------- | --------------- | --------------------------- |
| 戈尔韦郡 （ Contae na Gaillimhe ） | 258,552         | 6,149平方（2,374平方英里）  |
| 利特里姆 （ Contae Liatroma ）     | 31,972          | 1,590平方（610平方英里）    |
| 梅奧 * （ 包含Mhaigh Eo ）         | 130,425         | 5,586平方（2,157平方英里）  |
| 罗斯康芒 * （ ContaeRosComáin ）   | 64,436          | 2,548平方（984平方英里）    |
| 斯莱戈 （ 包含Shligigh ）          | 65,357          | 1,838平方（710平方英里）    |
| 累计                               | 550,742         | 17,788平方（6,868平方英里） |

### 主要的聚落（2016年）[6]
| ＃ | 沉降           | 郡         | 人口   |
| -- | -------------- | ---------- | ------ |
| 1  | 戈尔韦         | 戈尔韦郡   | 79,934 |
| 2  | 斯莱戈         | 斯莱戈郡   | 19,199 |
| 3  | 卡斯尔巴       | 梅奥郡     | 12,068 |
| 4  | 波丽娜         | 梅奥郡     | 10,171 |
| 五 | 蒂厄姆         | 戈尔韦郡   | 8,767  |
| 6  | 巴利纳斯洛     | 戈尔韦郡   | 6,662  |
| 7  | 洛斯克莫       | 罗斯康芒郡 | 5,876  |
| 8  | 韦斯特波特     | 梅奥郡     | 6,198  |
| 9  | 洛赫雷         | 戈尔韦郡   | 5,556  |
| 10 | 奥兰莫尔       | 戈尔韦郡   | 4,990  |
| 11 | Monksland      | 罗斯康芒郡 | 4,500  |
| 12 | 香农河畔卡里克 | 利特里姆   | 4,062  |
| 13 | 克莱尔莫里斯   | 梅奥郡     | 3,687  |
| 14 | Athenry        | 戈尔韦郡   | 4,445  |

## 历史

### 早期历史

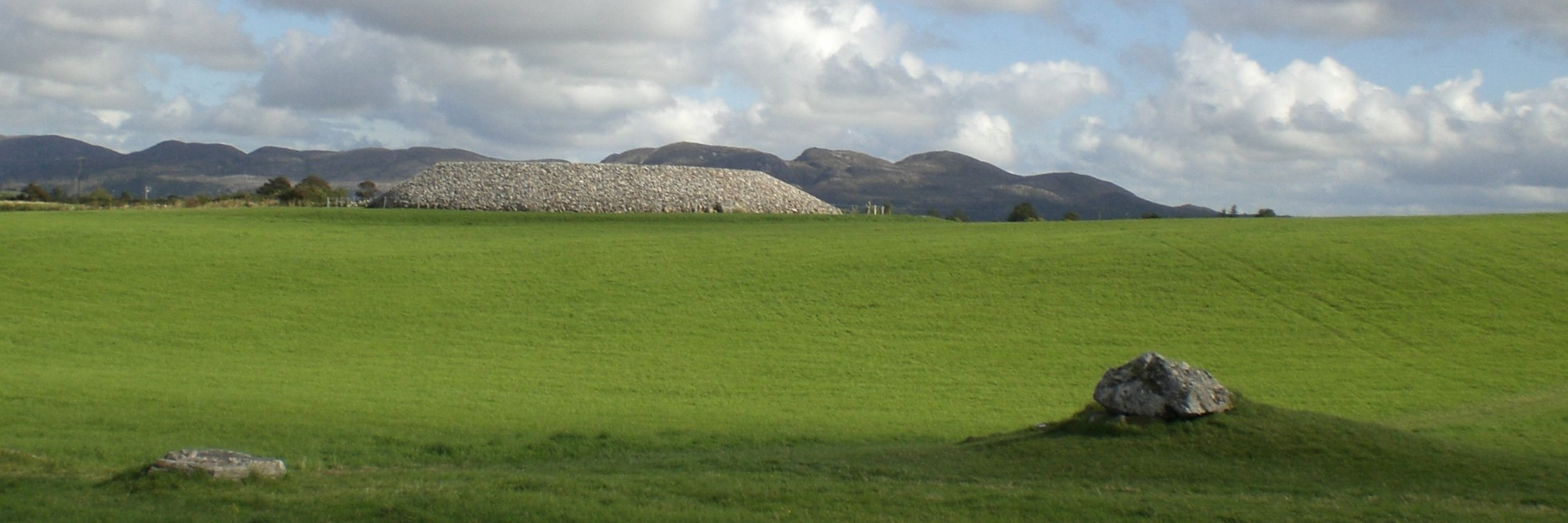
Listoghil Complex，Carrowmore，斯莱戈郡，有一个小墓，墓52，在圖中前方

在早期的历史时期，康諾特包括克莱尔郡 ，并被称为Cóiced Ol nEchmacht 。此後的神话紀錄，在圖哈德達南抵达之前， Fir Bolg统治了全爱尔兰。  Fir Bolg被击败，Tuatha Dé Danann驅趕他们到康諾特。
诸如Turoe石和Castlestrange石之类的古代遺跡，无论其目的如何，都表示这些社会的雄心和成就，以及它们与欧洲大陆的拉坦諾文化的联系。
在早期的历史时期（公元 300-600年)，Ol nEchmacht還不是一个统一的王国，而是一个地区名稱。  它包括数十个主要和次要的部落(túath) ;较大的部落(túatha)如 Maigh Seóla ， 緬因(Ui Maien) ， Aidhne和Máenmaige 擁有高等王權，而如Gailenga，Corco Moga和Senchineoil人口較少的部落，則淪為附庸(Déisi) 。這些部落都被称为王国，但依其地位不同，可分為领主，伯爵，国王。 
較大的部落如下：

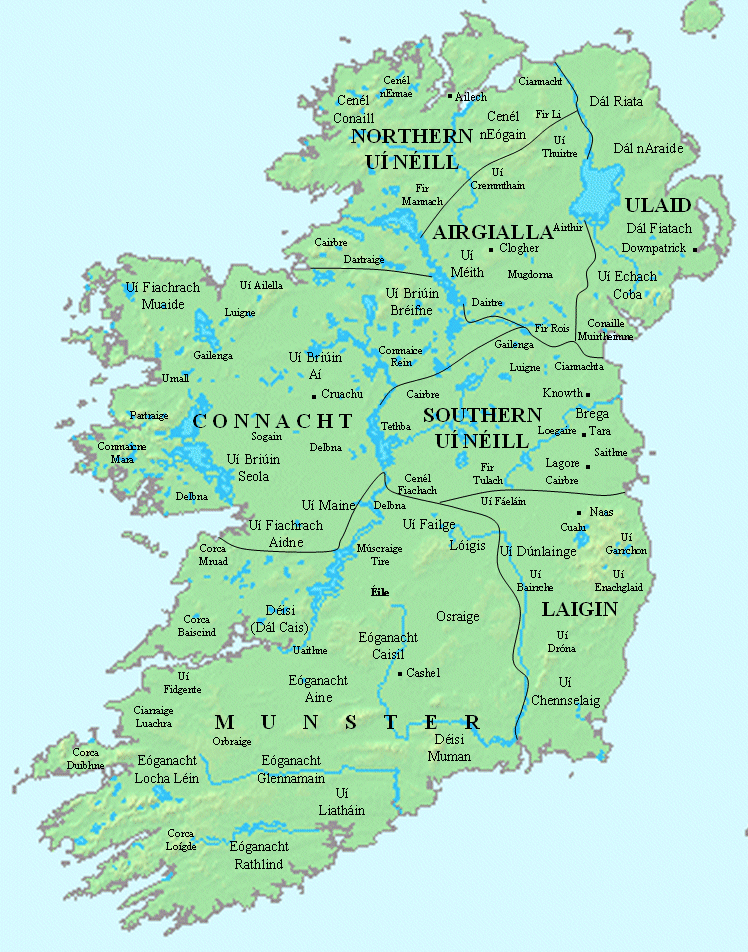
爱尔兰的早期人民和王国，公元800年。

- Conmaicne - 戈尔韦郡的北部和西海岸
- Dartraige - Leitrim郡的西北部
- Delbhna - 罗斯康芒郡的南部，以及科里布湖两岸
- Fir Craibe - 克莱尔郡 （当时是康諾特的一部分）和戈尔韦郡的西南部
- Fir Domnann - 梅奥的西海岸
- Soghain - 戈尔韦郡的中央及东部

到了公元5世纪， 托勒密 （ 公元90- 168年）的地理学 紀錄诸如Auteini和Nagnatae之类的史前国家的朝代更迭。 在Muirchu moccu Machtheni等名称中使用的名词 「moccu 」中证明了这一点，该名称表明一个属于Machtheni的人。  正如Mac Cairthinn mac Coelboth （死于446年）和Ailill Molt （死于约482年）等国王所证明的那样，即使到了5世纪，这些人仍然不敵爱尔兰各地的血缘关系，因为两人都被认定为Uí Enechglaiss和Uí Fiachrach王朝，而不是屬於當地部落。  到700年， moccu的用法已被mac和hua （后来的Mac和Ó ）完全取代。
在8世纪中叶，现在的克莱尔郡被Déisi Tuisceart併入Thomond 。  从那时起，它成為是明斯特省的一部分。
Connacht这个名字起源于这些早期王朝中最成功的Connachta 王朝。  到1050年，他们将他们的统治从罗斯康芒北部的Rathcroghan扩展到现在的戈尔韦郡 ， 梅奥 斯莱戈 莱特里姆郡 郡的大片区域。  从那时起，這個王朝的成為整個區域的代稱，並持續到現在。 
參見：

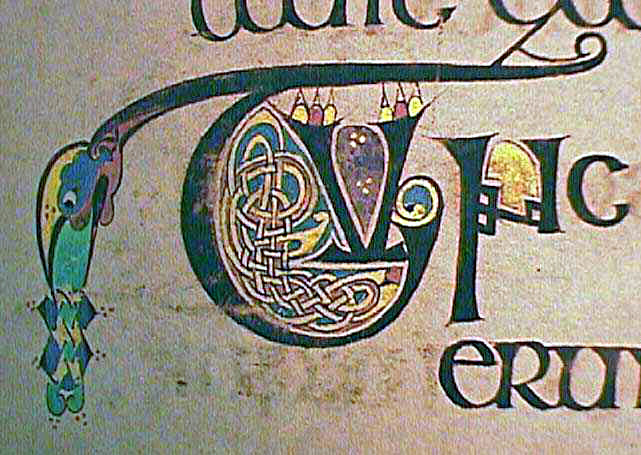
“凯尔斯之书”中的数百个小字母之一 ，在一个名为“個別的大事”的手稿中，源於中世纪早期爱尔兰。

- Cath Maige Mucrama - 关于在Athenry和Clarenbridge之间发生的战斗的史诗
- Goidelic底物假说 - 关于爱尔兰的盖尔语前语言
- Esker Riada - 作为主要的史前爱尔兰公路之一，Sli Mor，
- Hibernia - 爱尔兰的希腊和罗马帐本
- 岛屿艺术 - 爱尔兰和大不列顛的后罗马本土艺术
- 梅芙 -  康諾特传奇女王
- TáinBóCúailnge - 爱尔兰史诗 ，部分位于康諾特
- TáinBóFlidhais - 爱尔兰史诗 ，位于埃里斯
- Tríchacét - 盖尔语领土单位
- 部落(Túath) - 盖尔语社会/政治分類

### 康诺特王国

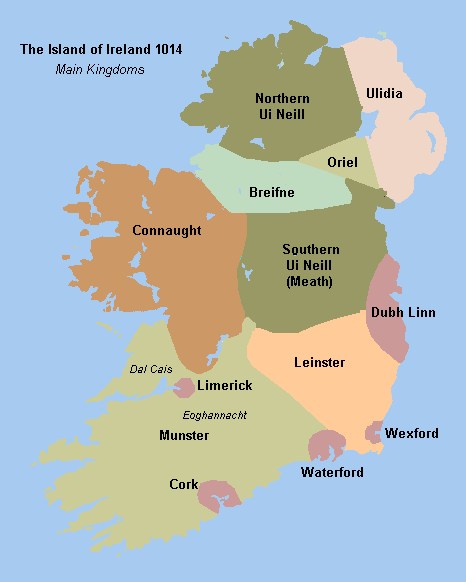
1014年爱尔兰的主要王国。 从东北方向顺时针方向，他们是Ulaid ， Airgíalla ， 米斯， Laigin ， 芒斯特 ， Connaught ， Breifne和Aileach 。 显示了都柏林 ， 韋克斯福德 ， 沃特福德 ， 科克和利默里克等 城邦 。

康諾特人中最成功的部落是Siol Muireadaigh的Ó Conchobair 。由康諾特国王Conchobar mac Taidg Mór （800-882年）開始使用Ó Connobair 作為他们的姓氏。
Conchobar是爱尔兰大王(High King，或譯「高王」) Máel Sechnaill mac Máele Ruanaid的附庸（米德國王，自稱全愛爾蘭之王，死于862年)。  他娶Mael Sechnaill的女儿Ailbe，兩人的兒子有Aed Mac Conchobair （死于888年）， Tadg Mac Conchobair （死于900年）和卡索尔·马克·康彻巴尔 （死于925年）。Conchobar和他的子孙扩大Siol Muiredhaigh國的實力，向南達到緬因(Ui Maien) ，西到西康诺特 ，并向北进入Uí Fiachrach Muaidhe和Bréifne 。
在Áed in Gai Bernaig（1046-1067年）统治时期，康諾特国王统治了相當於現在康諾特省的全部範圍。但Con Conchobair与他们的表親Ua Ruairc的Uí Briúin Bréifne內鬥不斷，在956至1102年間曾有4個Ua Ruairc家族的成員取得康諾特的王位。1092年時王位一度受Flaithbertaigh Ua Flaithbertaigh篡奪。1102年之后，Ua Ruairc和Ua Flaithbertaigh兩個家族分別被驅逐回其家族領地Bréifne王国和西康諾特(Iar Connacht)王国。从那时起直到1474年最后一位国王去世，王权均由Ó Conchobair王室掌握。

### 緬因
康诺特（Connacht）历史上最重要的一个郡王国是緬因（Ui Maien），它在最大的疆域時，統治罗斯康芒郡（Roscommon）的中部和南部 ，和戈尔韦郡的中部，中东部 （South Galway） ，以及明斯特（Munster）的卢斯马（Lusmagh）领地。  他们的统治者姓Ó Ceallaigh ;它的拼写有时在各抄写者間略有不同。
虽然Ó Ceallaigh王室从未取得全康諾特省的統治權，但是直到康諾特王國滅亡後，緬因(Ui Maien)都是一个半独立的王国。緬因(Ui Maien)的着名统治者如下
- Máine Mór （约357？年-407？年  ）
- Marcán mas Tommáin （死于653年）
- Tadhg Mór Ua Cellaigh （985年-1014年在位）
- Conchobar Maenmaige Ua Cellaigh（1145年-1180年在位）
- Tadhg Ó Cellala （1316年去世）
- William Buidhe Ó Cellaigh （約1349年-1381年）
- Maelsechlainn mac Tadhg Ó Cellaigh （1499年-1511年在位）

## 外部連結
- http://www.rootsweb.ancestry.com/~irlkik/ihm/connacht.htm#mua （页面存档备份，存于）
- Census 2011 - Galway Gaeltacht stats
- Census 2011 - Mayo Gaeltacht stats
- Gaeltacht Comprehensive Language Study 2007
- Gaelscoil stats （页面存档备份，存于）